# Sainte-Gemme (Marne)
Sainte-Gemme ist eine französische Gemeinde mit 134 Einwohnern (Stand: 1. Januar 2022) im Département Marne in der Region Grand Est (vor 2016 Champagne-Ardenne). Sie gehört zum Arrondissement Épernay und zum Kanton Dormans-Paysages de Champagne. 

## Geographie
Sainte-Gemme liegt etwa 32 Kilometer westsüdwestlich von Reims. Das Gemeindegebiet wird im Osten vom Flüsschen Semoigne durchquert, im Westen verläuft sein späterer Zufluss Ruisseau de Champvoisy.
Nachbargemeinden von Sainte-Gemme sind Goussancourt im Norden, Villers-Agron-Aiguizy im Osten und Nordosten, Passy-Grigny im Süden und Osten, Champvoisy im Süden und Südwesten, Ronchères im Westen sowie Cierges im Nordwesten.
Durch die Gemeinde führt die Autoroute A4.

## Bevölkerungsentwicklung
| Jahr                       | 1962 | 1968 | 1975 | 1982 | 1990 | 1999 | 2006 | 2018 |
| Einwohner                  | 124  | 135  | 131  | 108  | 126  | 121  | 137  | 138  |
| Quellen: Cassini und INSEE |      |      |      |      |      |      |      |      |

## Sehenswürdigkeiten

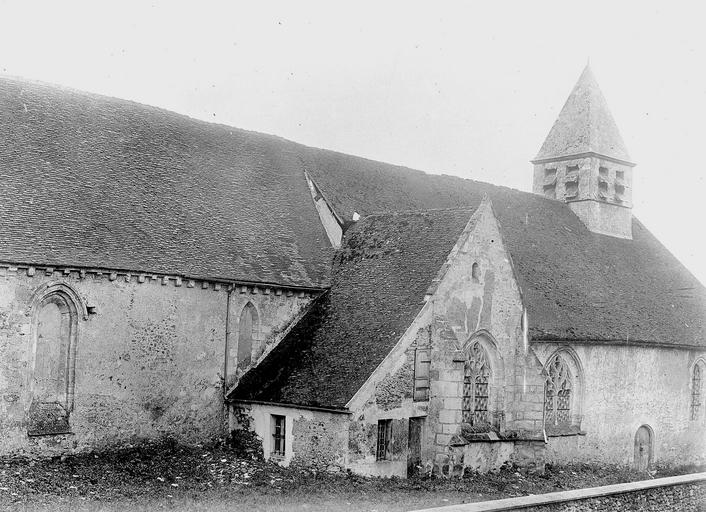
Kirche Saint-Hilaire 1914

- Kirche Saint-Hilaire